# Bullen (belgisk tecknad serie)
För andra betydelser, se Bullen.
Bullen (Boule et Bill i original) är en barnserie av belgaren Jean Roba om hunden Bullen och hans husse Bill. Serien skapades på 1960-talet och publicerades ursprungligen i den belgiska tidningen Spirou. På svenska har serien bland annat gått i tidningen Blondie.
Redan på 1960-talet blev Boule et Bill en tecknad TV-serie; denna visades i svensk TV på 1970-talet under titeln "Kulan & Smulan".